# Yang Ning
Yang Ning (杨宁S, Yáng NíngP; Meizhou, 10 aprile 1962) è un ex calciatore cinese, di ruolo portiere.

## Carriera

### Nazionale
Ha rappresentato la Nazionale cinese alla Coppa d'Asia nel 1984.